# Edward Joseph Adams
Pour les articles homonymes, voir Adams.
Edward Joseph Adams (né le 24 août 1944) est un prélat catholique américain qui sert dans le service diplomatique du Saint-Siège de 1976 à 2020. Il est nonce apostolique en Grande-Bretagne de 2017 à 2020 et occupe des postes antérieurs en Grèce (en), en Asie, en Afrique et en Amérique centrale.

## Jeunesse et formation
Adams est né à Philadelphie, en Pennsylvanie, le 24 août 1944. Après ses études dans des lycées catholiques, il fréquente l'école préparatoire St. Joseph de l'université Villanova et le séminaire Saint-Charles-Borromée, tous deux à Philadelphie.
Il est ordonné prêtre le 16 mai 1970  par le cardinal John Joseph Krol. Il est ensuite diplômé de l'Académie pontificale ecclésiastique de Rome avec un diplôme en droit canonique en 1976.

## Au service diplomatique du Saint-Siège
Adams entre au service diplomatique du Saint-Siège le 8 mars 1976. Il occupe des postes au bureau du secrétaire d'État et au Rwanda (en), au Kenya (en), au Honduras (en), en Irlande (en), au Danemark (en) et en République tchèque. 
Le 24 août 1996, Adams est nommé nonce apostolique au Bangladesh (en) et archevêque titulaire de Scala (de). Il est consacré le 23 octobre 1996 à Rome par le cardinal Angelo Sodano, cardinal secrétaire d'État. Ses principaux co-consécrateurs sont les cardinaux Anthony Bevilacqua et John Foley.
Après six ans au Bangladesh, Adams est nommé nonce apostolique au Zimbabwe (en) le 22 août 2002. Le 3 septembre 2007, il est nommé nonce apostolique aux Philippines (en). 
Le 22 février 2011, Adams est nommé nonce apostolique en Grèce (en), puis le 8 avril 2017, il est nommé pour remplacer l'archevêque Antonio Mennini comme nonce apostolique en Grande-Bretagne,. Le titre d'Adams fait référence à la "Grande-Bretagne" plutôt qu'au "Royaume-Uni" car le nonce n'a aucun rôle en Irlande du Nord, faisant partie du Royaume-Uni. L'Église catholique d'Irlande du Nord est administrée localement, avec son nonce apostolique basé à Dublin.
En février 2019, le Guardian rapporte qu'Adams a reçu des demandes répétées d'informations pour l'enquête indépendante sur les abus sexuels sur enfants tenue par le gouvernement britannique. Adams a envoyé une réponse au ministère des Affaires étrangères et du Commonwealth, qui était, selon lui, le canal approprié. 
Le pape François accepte la démission d'Adams en tant que nonce apostolique en Grande-Bretagne le 31 janvier 2020. 

## Distinctions
- Commandeur de l'Ordre du Dannebrog, 23 juillet 1993.[réf. nécessaire]
- Grand-Croix ('Μεγαλόσταυρος'), Ordre du Phénix (Grèce), 16 mai 2017[5].